# Dnd (电子游戏)
《dnd》是一款电子角色扮演游戏。其名“dnd”源自1974年首发桌上角色扮演游戏《龙与地下城》的缩写“DND”（D&D）。
电子游戏《dnd》由盖瑞·威森亨特和瑞·伍德于1974年到1975年在南伊利诺伊大学系统，用TUTOR程序语言为柏拉图系统编写。爱荷华州立大学的德克·佩利特与伊利诺伊大学的弗林特·佩利特在1976到1985年间接着强化游戏。
《dnd》作为最早实现与头目互动的游戏而闻名。

## 玩法

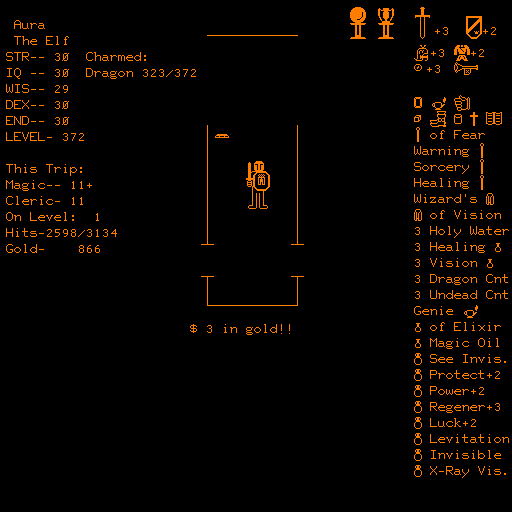
玩家将要在《dnd》中取得胜利：角色在迷宫中获取了圣杯与宝珠（还有其他许多魔法物品以及一条迷人的龙）。

在《dnd》中，玩家将创建一个角色并冒险进入多层威森伍德地牢（Whisenwood，两个作者姓氏的混成詞），以寻找两个终极宝藏：圣杯和宝珠。。游戏为玩家提供了地牢的俯视图，还实现了龙与地下城的许多基本概念。 威森伍德地牢由多个迷宫状的楼层组成。 随着玩家完成每个楼层，他们可以前进到下一个楼层。 但是，玩家也可以返回到先前的楼层并离开地牢，这使《dnd》成为最早使用非线性进程的电子游戏之一。 当玩家完成一个楼层后，他们将获得新的咒语，武器和物品，以帮助他们完成寻找终极宝藏的任务。
传送者会在地牢之间移动角色。 每个地牢的尽头都有高等级的怪物，包括守卫宝珠的金龙。 离开地牢可以使角色恢复体力与法力并在稍后返回。 